# Gia Long
Gia Long, Nguyễn Phúc Ánh, född 1762, död 1820, var den förste kejsaren av Nguyendynastin i Vietnam. Han regerade från 31 maj 1802 till 14 februari 1820. Han var kejsare under namnet Gia Long och gjorde Huế till huvudstad. 
Hans familj dödades i Tay Son-upproret och han tvingades fly men återkom med visst franskt stöd och lyckades besegra ledarna för upproret. Han hade en mer tolerant hållning mot katolicismen än sin efterträdare samtidigt som han själv var en hängiven konfucianist.